# 訃報 2001年4月
訃報 2001年4月（ふほう 2001ねん4がつ）では、2001年（平成13年）4月中に物故した、又は物故が報じられた人物についてまとめる。

## （1日 - 15日）

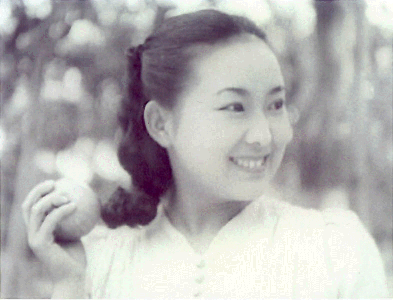
並木路子／4月7日没

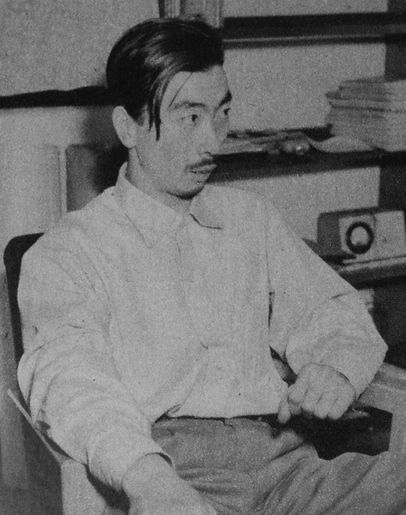
馬場のぼる／4月7日没

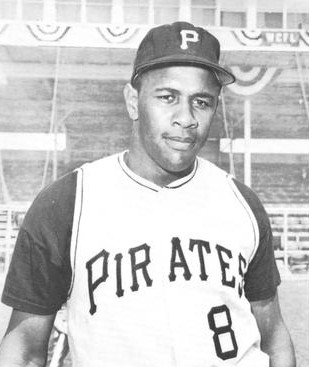
ウィリー・スタージェル／4月9日没

三波春夫／4月14日没

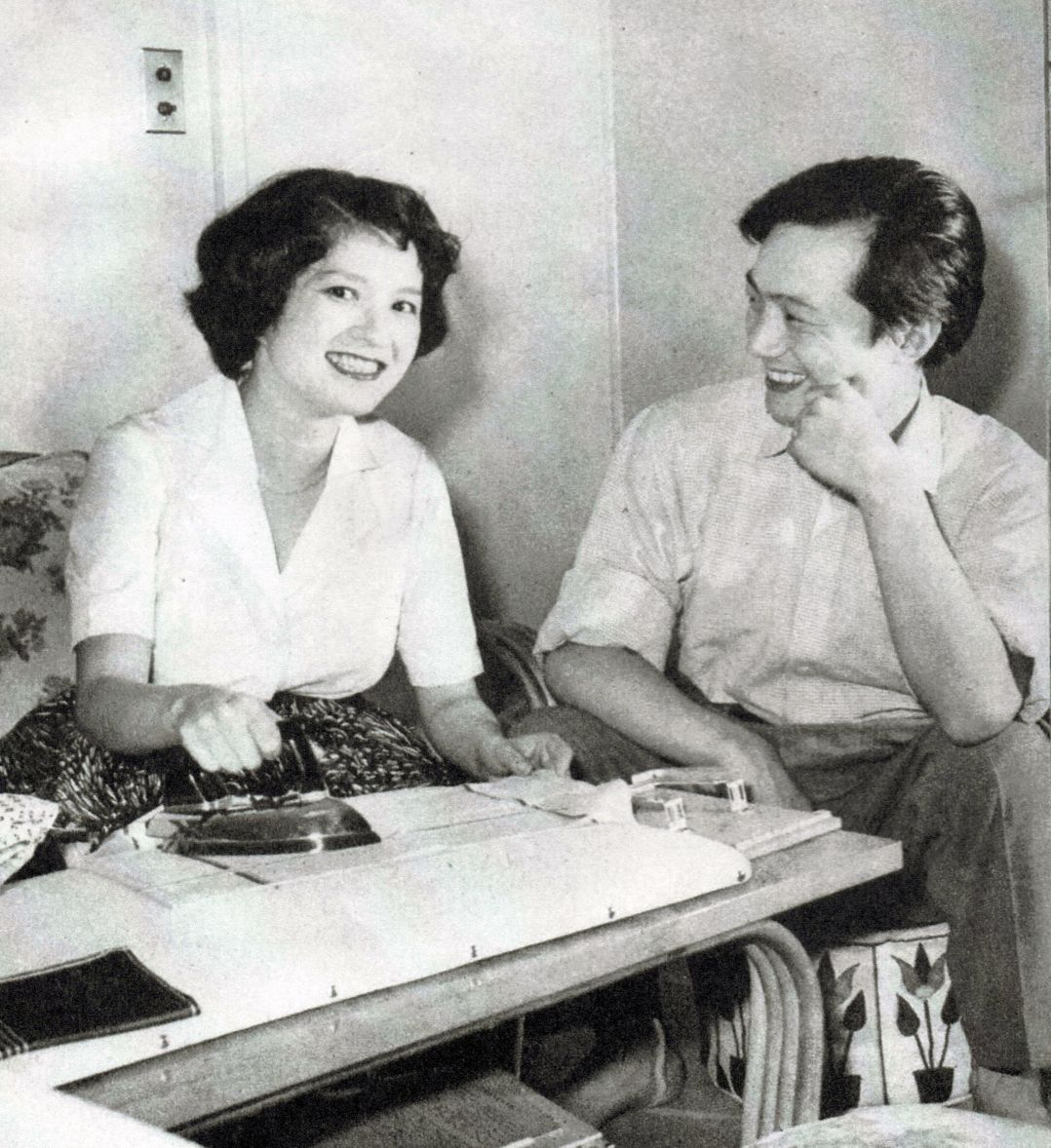
勅使河原宏（右）／4月14日没

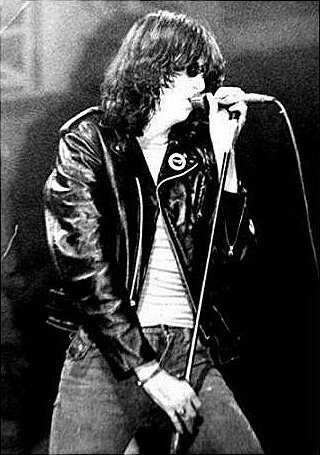
ジョーイ・ラモーン／4月15日没

- 4月5日 - キングスレー・チャールズ・ダナム、地質学者・鉱物学者（* 1910年）
- 4月7日 - 津田幸於、脚本家（* 1920年）
- 4月7日 - 並木路子、歌手（* 1921年）
- 4月7日 - 馬場のぼる、絵本作家・漫画家（* 1927年）
- 4月8日 - 松岡英夫、政治評論家（* 1912年）
- 4月9日 - ウィリー・スタージェル、メジャーリーガー（* 1940年）
- 4月10日 - 池田誠一郎、作詞家・編集者（* 1908年）
- 4月13日 - 恒松恭助、放送作家（* 1910年）
- 4月14日 - 上林貞治郎、経済学者（* 1908年）
- 4月14日 - 三波春夫、歌手（* 1923年）
- 4月14日 - 勅使河原宏、映画監督（* 1927年）
- 4月14日 - 田久保英夫、作家（* 1928年）
- 4月15日 - 窪田章一郎、歌人（* 1908年）
- 4月15日 - ジョーイ・ラモーン、ミュージシャン（* 1951年）

## （16日 - 30日）

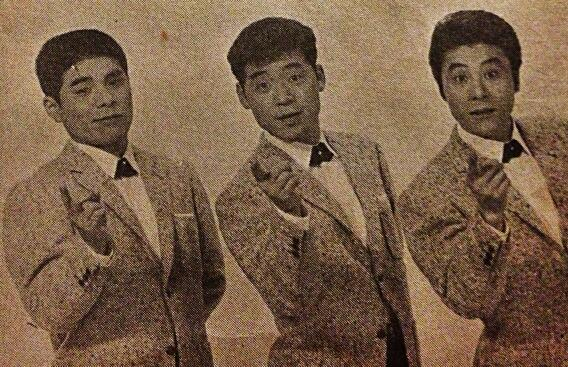
小島三児（左）／4月16日没

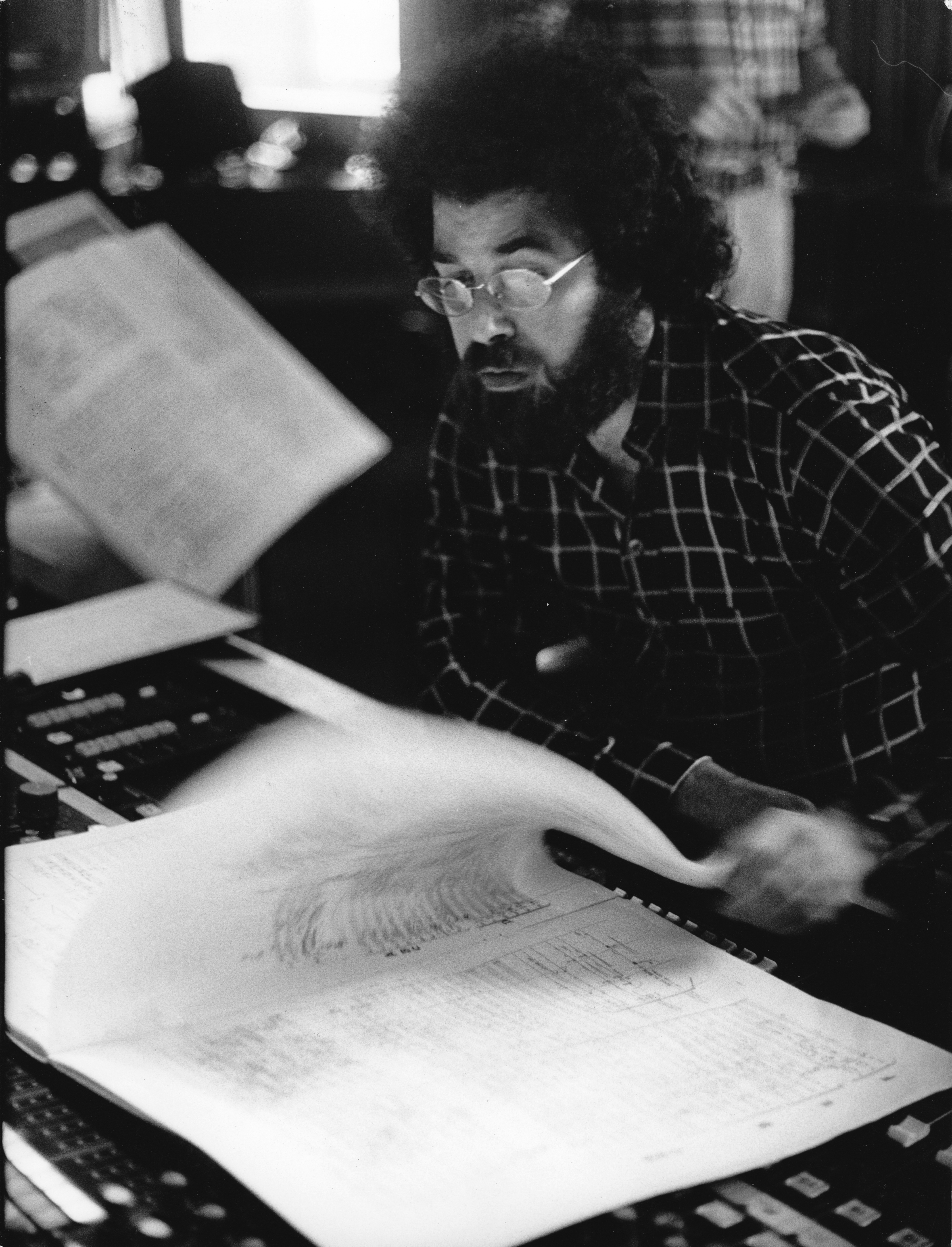
ジュゼッペ・シノーポリ／4月20日没

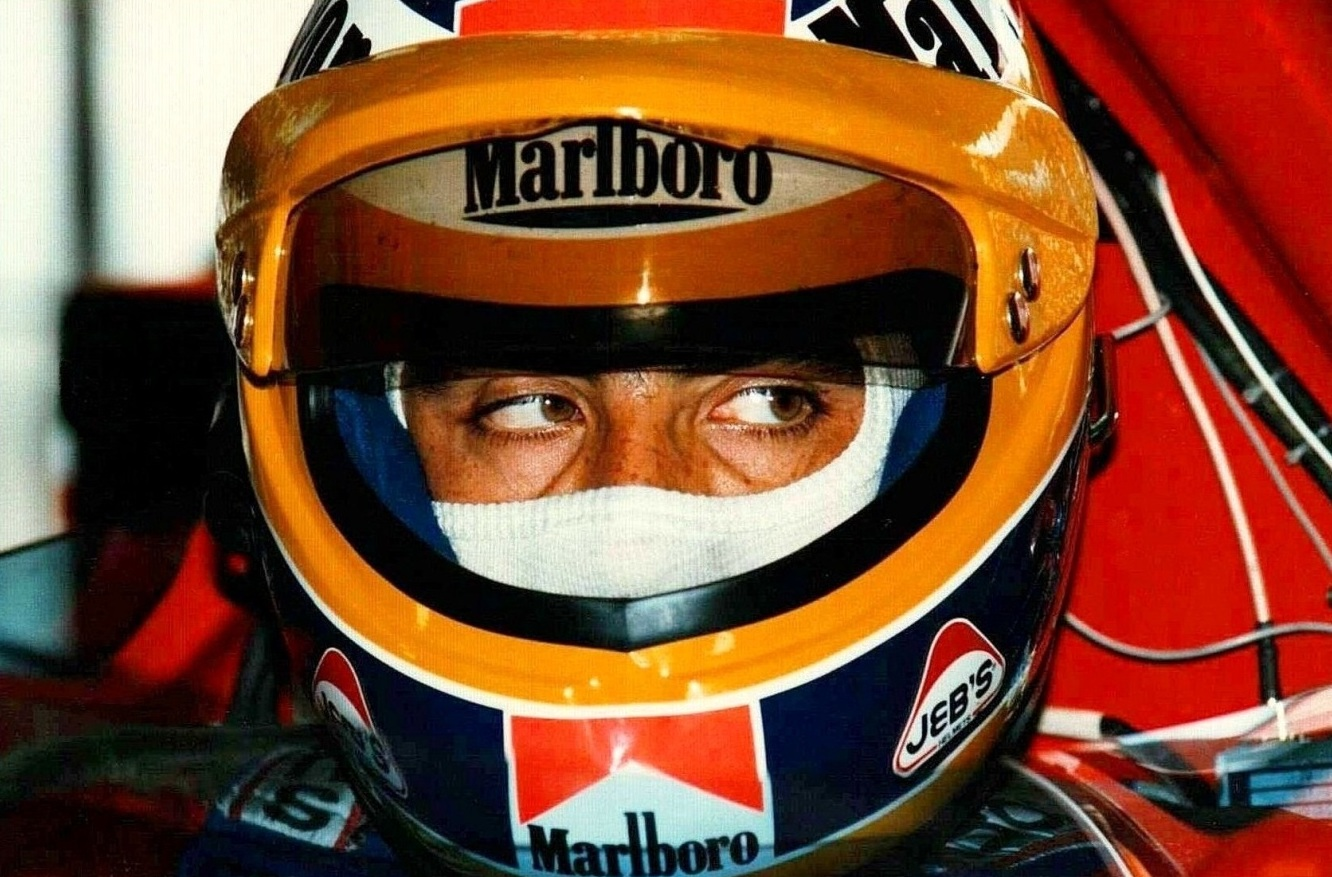
ミケーレ・アルボレート／4月25日没

- 4月16日 - 伊部恭之助、住友銀行会長（* 1908年）
- 4月16日 - 小島三児、俳優（* 1939年）
- 4月16日 - 河島英五、歌手（* 1952年）
- 4月17日 - 山田智彦、小説家（* 1936年）
- 4月19日 - エディット・ピヒト＝アクセンフェルト、チェンバロ奏者・ピアニスト（* 1914年）
- 4月20日 - ジュゼッペ・シノーポリ、指揮者（* 1946年）
- 4月21日 - 大鷹弘、外交官（* 1928年）
- 4月25日 - 関之、検事・弁護士（* 1903年）
- 4月25日 - ミケーレ・アルボレート、元F1ドライバー（* 1956年）
- 4月28日 - 蔦文也、元プロ野球選手、高校野球指導者（* 1923年）